# John Varley (maler)
 For alternative betydninger, se John Varley. (Se også artikler, som begynder med John Varley)
John Varley (født 17. august 1778, død 17. november 1842) var en engelsk maler.
Varley, som lærte sølvsmedefaget, derefter uddannede sig som maler og virkede som arkitekturtegner, er en af det engelske akvarelmaleris banebrydere. Sammen med broderen, optikeren og maleren Cornelius Varley (1781—1813) stiftede han i London Watercolours Society. En stor mængde arbejder af John Varley findes i South Kensington-museet, adskillige i Dublin
o. s. fr. Han skrev også om kunst (perspektiv m. v.) og var lærer i akvarelkunst, således for broderen William Fleetwood Varley (1785—1856), af hvem Kensington-museet ejer flere vandfarvebilleder.